# Sportsedan

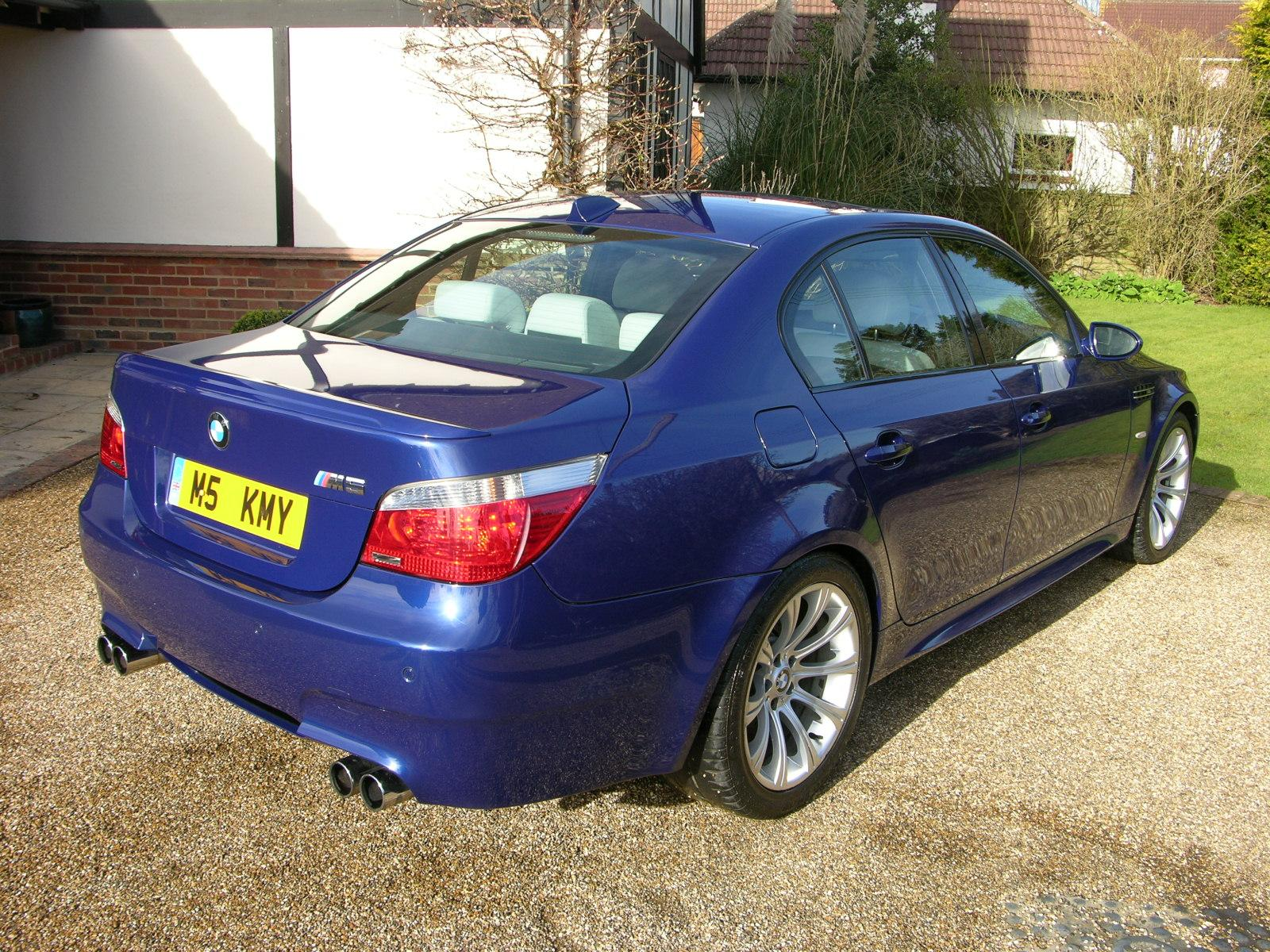
BMW M5 (2005)

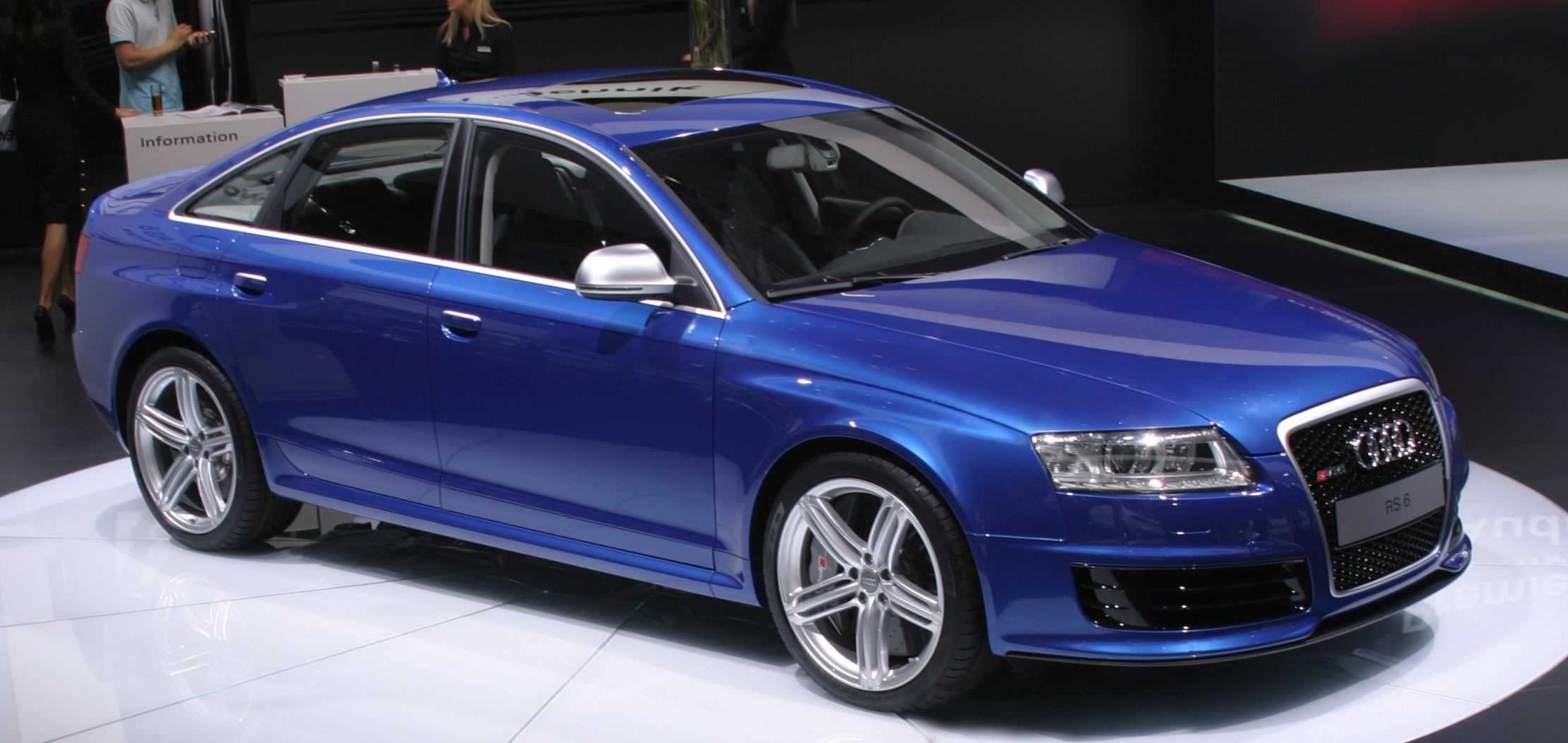
Audi RS6 (2008)

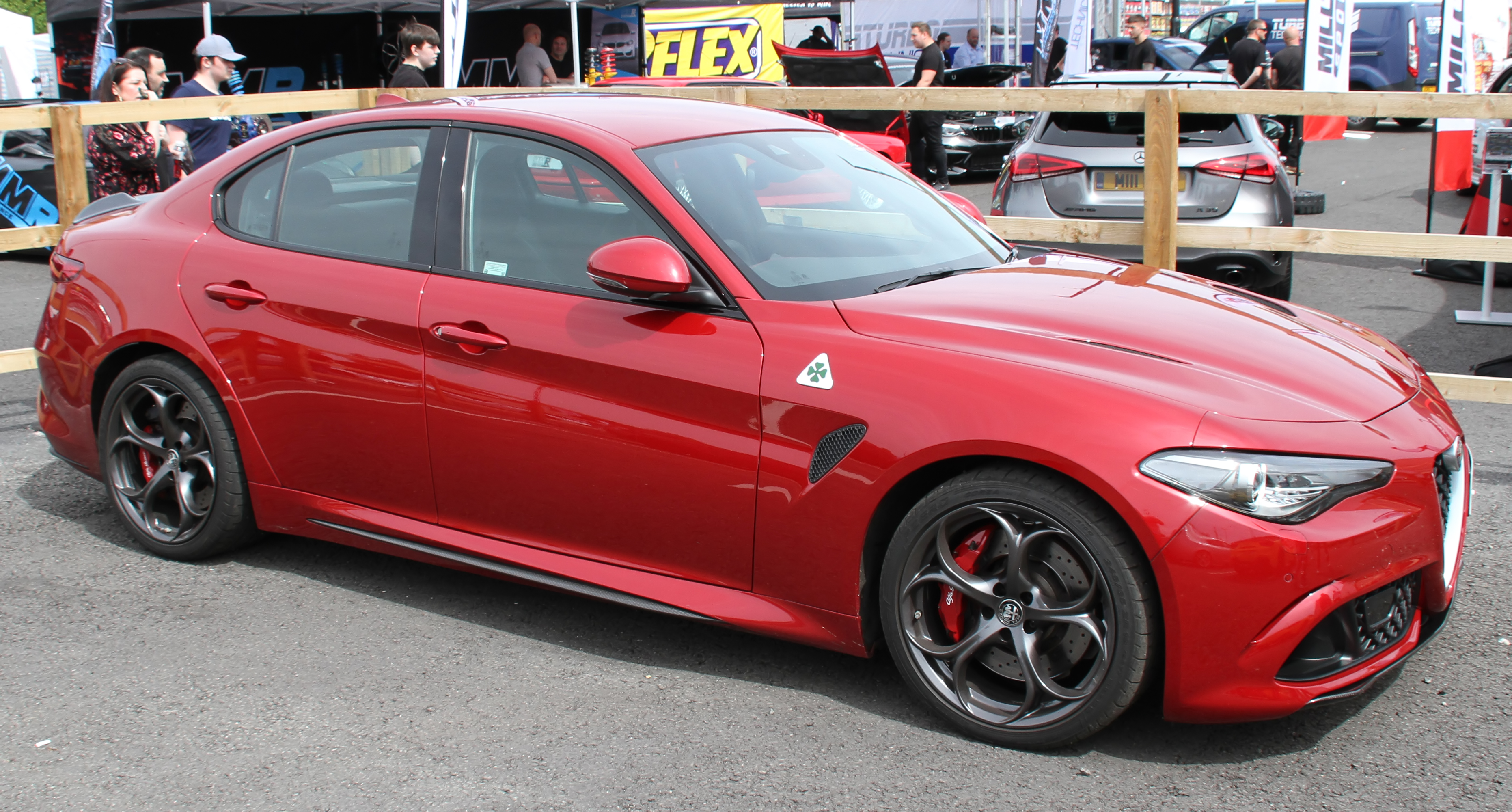
Alfa Romeo Giulia (2015)

Een sportsedan is een auto-type met krachtige motoren dat de prestaties levert van een sportwagen, maar de carrosserie en afmetingen heeft van een sedan.

## Beschrijving
De aanduiding is niet strikt afgebakend en de term wordt voor verschillende vierdeurs automodellen gebruikt met een kofferbak en een motor die een hoog vermogen kan leveren. Zo zijn er bijvoorbeeld:
- Sedans die technisch gebaseerd zijn op sportwagenmodellen, zoals de Maserati Quattroporte.[2]
- Speciale uitvoeringen van een basismodel specifiek gericht op hoge sportieve prestaties, zoals de BMW M5.[3]
- Straatversies van raceauto's, meestal in beperkte oplage gebouwd om te voldoen aan de homologatievoorwaarden voor bepaalde kampioenschappen of raceklasses. Zo werden er bijvoorbeeld 500 exemplaren van de Opel Omega Evo 500 geproduceerd om te mogen deelnemen aan het Duitse toerwagenkampioenschap.[4]

Met name vanaf de jaren 80 van de twintigste eeuw was er een groeiende vraag naar sedans met een sterke motor. Zo waren in die tijd enkele populaire sportsedans onder meer de Alfa Romeo 75, Opel Omega 3000, Mercedes-Benz 190 E 2.3, Peugeot 604 GTI en de Volvo 760 Turbo.

## Voorbeelden
Voorbeelden van sportsedans:
- Alfa Romeo Giulia Quadrifoglio
- Audi RS6
- BMW M5
- De Tomaso Deauville
- Jaguar XE S
- Lexus IS F
- Lotus Omega
- Maserati Quattroporte
- Mercedes-Benz E 63 AMG
- Mitsubishi Lancer Evolution
- Subaru WRX STi
- Volkswagen Passat R36

Miniklasse · Economyklasse · Compacte middenklasse · Middenklasse · Hogere middenklasse · Topklasse · Gran Turismo · Sportwagen · Limousine · Multi-purpose vehicle · Sports utility vehicle · Terreinauto · Bestelwagen